# Fritz (skak)
 For alternative betydninger, se Fritz. (Se også artikler, som begynder med Fritz)
Fritz er et tysk skakprogram, der oprindeligt blev udviklet til Chessbase af Frans Morsch baseret på hans Quest-program til DOS og herefter til Windows af Mathias Feist. Med version 13 stoppede Morsch retired, og hans skakprogram blev først erstattet af Gyula Horvaths Pandix, og herefter med Fritz 15, Vasik Rajlichs Rybka.
Den seneste version af programmet, der sælges til forbruger er Fritz 18 Neuronal.